# Bullina lineata
Bullina lineata is een slakkensoort uit de familie van de Aplustridae. De wetenschappelijke naam van de soort is voor het eerst geldig gepubliceerd in 1825 door Gray.